# Alan Hale (Astronom)

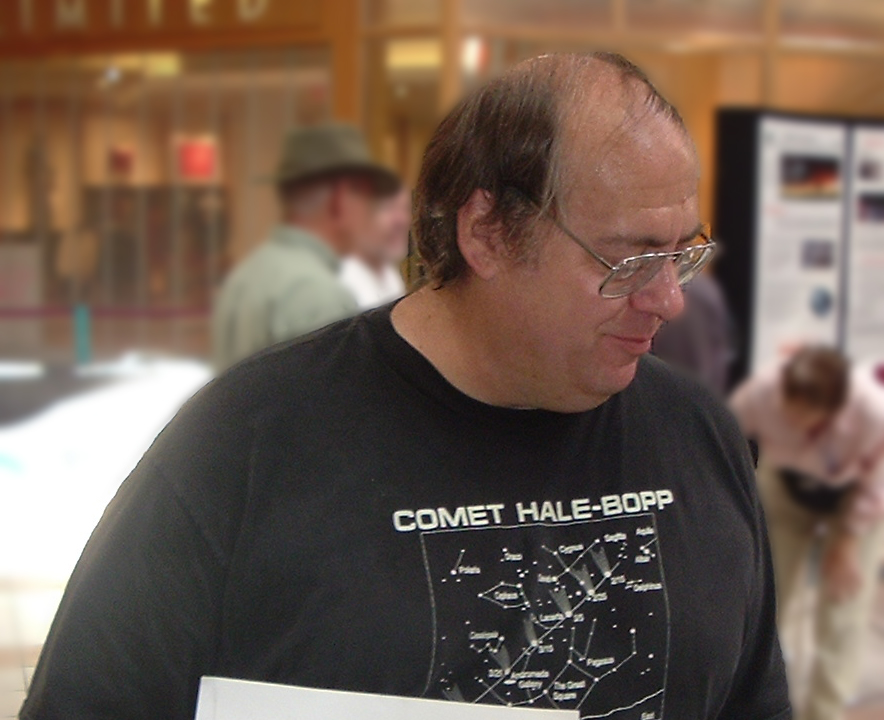
Alan Hale (2005)

Alan Hale (* 1958 in Tachikawa, Japan) ist ein US-amerikanischer Astronom.

## Leben
Alan Hale wurde in Japan geboren, jedoch zog seine Familie noch in seinem ersten Lebensjahr nach Alamogordo, New Mexico. Nach der High School studierte er von 1976 bis 1980 an der U.S. Naval Academy in Annapolis. Er verließ 1983 die Navy und ging an das Jet Propulsion Laboratory (JPL) in Pasadena. Er war dort mit dem Deep Space Network beschäftigt. Nach der Uranus-Passage von Voyager 2 verließ er das JPL und studierte an der New Mexico State University in Las Cruces Astronomie. Nach seiner Promotion 1992 über Orbital Coplanarity in Solar-Type Binary Systems: Implications for Planetary System Formation and Detection arbeitete er zunächst für The Space Center in Alamogordo (dem heutigen New Mexico Museum of Space History), 1993 gründete er das Southwest Institute for Space Research, deren Direktor er noch ist. 
Die Arbeitsschwerpunkte Hales liegen in der Suche nach Exoplaneten und Kleinkörpern im Sonnensystem, speziell Kometen und erdnahe Asteroiden. Er wurde vor allem durch die Entdeckung des Kometen C/1995 O1 (Hale-Bopp) (unabhängig von Thomas Bopp) und seine Beteiligung am International HalleyWatch 1986 bekannt.
1991 wurde der Asteroid (4151) Alanhale nach ihm benannt.
Hale lebt zusammen mit seiner Frau Eva und seinen Söhnen Zachary und Tyler in den Sacramento Mountains bei Cloudcroft in New Mexico.